# Andrew Parsons
Andrew Parsons, född 22 juli 1817 i Hoosick, New York, död 6 juni 1855 i Corunna, Michigan, var en amerikansk demokratisk politiker. Han var guvernör i delstaten Michigan 1853–1855.
Parsons flyttade 1835 till Michiganterritoriet där han arbetade först som lärare och senare i en affär. Han tillträdde 1853 som viceguvernör i delstaten Michigan och kort därefter blev han guvernör efter att Robert McClelland avgick. Parsons innehade guvernörsämbetet fram till 3 januari 1855 och efterträddes av Kinsley S. Bingham. Han avled senare samma år. Anglikanen Parsons gravsattes på Pine Tree Cemetery i Corunna.